# Филиппов, Георгий Иванович
Гео́ргий Ива́нович Фили́ппов (1924 — 10 марта 1945) — красноармеец Рабоче-крестьянской Красной Армии, участник Великой Отечественной войны, Герой Советского Союза (1945).

## Биография
Георгий Филиппов родился в 1924 году в селе Шум (ныне — Кировский район Ленинградской области). После окончания семи классов школы проживал и работал в Ленинграде. В 1941 году Филиппов был призван на службу в Рабоче-крестьянскую Красную Армию. С июля того же года — на фронтах Великой Отечественной войны.
К марту 1945 года красноармеец Георгий Филиппов был сапёром 84-го отдельного штурмового инженерно-сапёрного батальона 17-й штурмовой инженерно-сапёрной бригады 5-й ударной армии 1-го Белорусского фронта. Отличился во время освобождения Польши. 7 марта 1945 года во время боёв за Кюстрин он в числе первых поднялся в атаку и принял активное участие в захвате здания железнодорожной станции, лично уничтожив более 10 солдат и офицеров противника. 10 марта 1945 года, оказавшись в окружении превосходящими силами противника, Филиппов сумел организовать прорыв группой товарищей, но сам при этом погиб. Похоронен в Костшине-над-Одрой.
Указом Президиума Верховного Совета СССР от 31 мая 1945 года красноармеец Георгий Филиппов посмертно был удостоен высокого звания Героя Советского Союза. Также был награждён орденами Ленина и Славы 3-й степени.